# Triptaza
Triptaza (EC 3.4.21.59, mastocitna proteaza II, kožna triptaza, plućna triptaza, pljuvačna triptaza, mastocitna neutralna proteinaza, mastocitna triptaza, mastocitna neutralna proteinaza, mastocitna serinska proteinaza II, mastocitna proteinaza II, mastocitna serinska proteinazna triptaza, mastocitna proteaza II pacova, triptaza M) je enzim. Ovaj enzim katalizuje sledeću hemijsku reakciju
Preferencijalno razlaganje veza: Arg-, Lys-, ali sa ograničenijom specifičnošću od tripsina
Ovaj enzim se javalja kao tetramerni molekul sa visokim afinitetom za heparin u mastocitnim granulama.

## Literatura
- Nicholas C. Price; Lewis Stevens (1999). Fundamentals of Enzymology: The Cell and Molecular Biology of Catalytic Proteins (Third изд.). USA: Oxford University Press. ISBN 019850229X.
- Eric J. Toone (2006). Advances in Enzymology and Related Areas of Molecular Biology, Protein Evolution (Volume 75 изд.). Wiley-Interscience. ISBN 0471205036.
- Branden C; Tooze J. Introduction to Protein Structure. New York, NY: Garland Publishing. ISBN 0-8153-2305-0.
- Irwin H. Segel. Enzyme Kinetics: Behavior and Analysis of Rapid Equilibrium and Steady-State Enzyme Systems (Book 44 изд.). Wiley Classics Library. ISBN 0471303097.
- William P. Jencks (1987). Catalysis in Chemistry and Enzymology. Dover Publications. ISBN 0486654605.

## Spoljašnje veze
- Tryptase на 